# Rhytidiella beloniza
Rhytidiella beloniza är en svampart som först beskrevs av Stirt., och fick sitt nu gällande namn av M.B. Aguirre 1991. Rhytidiella beloniza ingår i släktet Rhytidiella och familjen Cucurbitariaceae.   Inga underarter finns listade i Catalogue of Life.